# Gramilla
Gramilla är en ort i Argentina.   Den ligger i provinsen Santiago del Estero, i den norra delen av landet, 1 000 km nordväst om huvudstaden Buenos Aires. Gramilla ligger 284 meter över havet och antalet invånare är 710.
Terrängen runt Gramilla är platt, och sluttar brant österut. Närmaste större samhälle är Pozo Hondo, 19,0 km nordost om Gramilla.
I omgivningarna runt Gramilla växer i huvudsak lövfällande lövskog. Runt Gramilla är det ganska glesbefolkat, med 22 invånare per kvadratkilometer.